# Église de la Conversion-de-Saint-Paul de Bussières
L'église de la Conversion-de-Saint-Paul de Bussières est située sur la commune de Bussières en Saône-et-Loire.

## Historique
L’église, romane, date des XIIe et XIVe siècles.
Elle est imprégnée du souvenir d'Alphonse de Lamartine et de l’abbé Dumont, curé de cette paroisse et inspirateur du poème lamartinien Jocelyn (dont l’héroïne est Marguerite de Pierreclau).

## Protection
Cette église fait l’objet d’un classement au titre des monuments historiques depuis le 27 avril 1933.

## Culte
Édifice consacré du diocèse d'Autun relevant de la paroisse Saint-Vincent-en-Val-Lamartinien (siège à La Roche-Vineuse) – qui en est affectataire au titre de la loi de 1905 –, l'église de Bussières est, plusieurs siècles après sa construction, un lieu de culte catholique.